# Winter-Paralympics 2022/Teilnehmer (Tschechien)
| stlisierte Goldmedaille | stlisierte Silbermedaille | stlisierte Bronzemedaille |
| ----------------------- | ------------------------- | ------------------------- |
| -                       | -                         | -                         |

Tschechien nahm an den Winter-Paralympics 2022 in Peking vom 4. bis 13. März 2022 teil.